# Michael Baden
Pour les articles homonymes, voir Baden.
Michael M. Baden, né le 27 juillet 1934 à New York, est un médecin américain et un médecin légiste connu pour son travail d'enquête sur des décès de personnes connues. Baden a été le médecin légiste en chef de la ville de New York de 1978 à 1979. Il a également été président du sous-groupe de médecine légale de la Commission Spéciale de la Chambre des Représentants établie pour enquêter sur l'assassinat de John F. Kennedy.
Les résultats des autopsies confiées à Baden par des parties aux enquêtes contestent fréquemment les résultats des médecins légistes officiels. Ses analyses sont souvent controversées,.

## Biographie

### Jeunesse et éducation
Michael Baden est né dans le Bronx, à New York, le 27 juillet 1934 dans une famille juive. Il est diplômé dans les premiers de sa  promotion du City College de New York en 1955. Il obtient ensuite son diplôme de médecine de l'École de médecine de l'Université de New York en 1960. Il a effectué un internat en pathologie à l'hôpital Bellevue .

### Carrière en médecine
Michael Baden a été médecin légiste en chef de la ville de New York de 1978 à 1979, mais il a été démis de ses fonctions par le maire de la ville de New York, Ed Koch, après que ce dernier eut reçu des plaintes concernant son travail, et des rapports du procureur Robert Morgenthau ainsi que de son adjoint à la santé, Reinaldo Ferrer, qui mettaient en avant des éléments faisant apparaître, selon eux, «une tenue de registres bâclée, des analyses erronées et un manque de coopération avec  les autorités judiciaires»,,,,. 
En 1979, l'ancien avocat de Michael Baden, Robert Tanenbaum, cependant défendu ses méthodes d'autopsie, tout en reconnaissant son manque de coopération avec les autorités new-yorkaises. Michael Baden s'est vu ensuite attribuer une  indemnité de 100000 $ dans une action pour licenciement injustifié.
En 1979, Michael Baden a présidé le sous-groupe de médecine légale de la Commission Spéciale établie par la Chambre des Représentants  pour enquêter sur l'assassinat de John F. Kennedy.
Par la suite, Michael Baden a été embauché comme médecin légiste adjoint par le comté de Suffolk, mais a été ensuite licencié, accusé d'avoir fait des commentaires inappropriés sur la façon de réussir un meurtre parfait,,,. Un article dans Oui Magazine l'a cité décrivant comment s'en sortir avec un «meurtre de haute technologie», mais Michael a fermement récusé les propos ainsi publiés. Baden a alors décidé de quitter son poste.
Baden dirige un cabinet de conseil privé en médecine légale. Il a été appelé comme consultant ou expert dans un certain nombre d'affaires très médiatisées. Il a ainsi témoigné au procès d'OJ Simpson pour l'accusé. Il a été embauché pour conduire des autopsies privées dans un certain nombre d'affaires célèbres, comme la mort de Michael Brown , abattu par la police, et celle de George Floyd.
Baden a collaboré, en tant qu'expert de médecine légale, avec Fox News, et est apparu fréquemment dans diverses émissions satiriques de télévision. Baden a également sa propre série télévisée sur HBO : un réseau de chaines de télévision américaines à péage.

### Vie privée
Le premier mariage de Michael Baden, qui a pris fin en 1997, était avec Judianne Densen-Gerber (en), médecin et fondatrice du programme de traitement de la toxicomanie Odyssey House ; ensemble, ils ont eu quatre enfants.
Michael Baden a ensuite épousé Linda Kenney Baden, qui a été l'une des principales avocates de Phil Spector lors de son procès pour meurtre capital et a remplacé Bruce Cutler (en) après son retrait de la procédure.